# Арро, Микк-Михкел
Микк-Михкел Арро (эст. Mikk-Mihkel Arro; род. 28 марта 1984, Пайде) — эстонский легкоатлет, специалист по многоборьям. Выступал за сборную Эстонии по лёгкой атлетике в 2009—2011 годах, победитель и призёр Кубка Европы в командном зачёте, участник ряда крупных международных турниров, в том числе чемпионата мира в Берлине и чемпионата Европы в Барселоне.

## Биография
Микк-Михкел Арро родился 28 марта 1984 года в городе Пайде Эстонской ССР. Проходил подготовку в Раквере.
Впервые заявил о себе в лёгкой атлетике на взрослом международном уровне в сезоне 2009 года, когда вошёл в состав эстонской национальной сборной и выступил на Кубке Европы по легкоатлетическим многоборьям в Щецине — закрыл десятку сильнейших личного зачёта и стал пятым в командном зачёте. Позже представлял страну на чемпионате мира в Берлине, где с результатом в 7528 очков занял 33-е место.
В 2010 году на домашнем Кубке Европы в Таллине финишировал девятым в личном зачёте и помог своим соотечественникам выиграть мужской командный зачёт. На последовавшем чемпионате Европы в Барселоне без результата досрочно завершил выступление в десятиборье.
В 2011 году вместе с эстонской сборной стал серебряным призёром командного зачёта на Кубке Европы в Торуне.
Впоследствии Арно ещё в течение нескольких лет оставался действующим спортсменом, активно принимал участие в соревнованиях национального уровня, однако на крупных международных турнирах больше не показывал сколько-нибудь значимых результатов.